# Gauliga Südhannover-Braunschweig 1944/45
De Gauliga Südhannover-Braunschweig 1944/45 was het derde en laatste voetbalkampioenschap van de Gauliga Südhannover-Braunschweig. Om te kunnen blijven voetballen tijdens het nakende einde van de Tweede Wereldoorlog werd er beslist om in kleinere regionale groepen te spelen. Echter werd de competitie overal voortijdig afgebroken. 
Na de oorlog verdween de Gauliga. 

## Stand

### Groep Göttingen
| Plaats | Club                       | Wed. | W | G | V | Saldo | Ptn.  |
| ------ | -------------------------- | ---- | - | - | - | ----- | ----- |
| 1.     | SVG Göttingen 07           | 3    | 3 | 0 | 0 | 18:04 | 06:00 |
| 2.     | VfL Holzminden             | 2    | 1 | 0 | 1 | 10:04 | 02:02 |
| 3.     | 1. SC Göttingen 05         | 0    | 0 | 0 | 0 | 00    | 00:00 |
| 4.     | SC Northeim                | 0    | 0 | 0 | 0 | 00    | 00:00 |
| 5.     | TG 1860 Hannoversch-Münden | 1    | 0 | 0 | 1 | 00:04 | 00:02 |
| 6.     | SV Einbeck 05              | 2    | 0 | 0 | 2 | 03:19 | 00:04 |

### Groep Braunschweig
Enkel de deelnemers zijn bekend, het is niet bekend of er een wedstrijd gespeeld werd.
- Eintracht Braunschweig
- VfB Braunschweig
- SV Brunswick Braunschweig
- KSG MTV/Leu Braunschweig
- DJK Schwarz-Weiß Braunschweig
- LSV Braunschweig
- Germania Wolfenbüttel

### Groep Hannover

#### Groep 1
| Plaats | Club                | Wed. | W | G | V | Saldo | Ptn.  |
| ------ | ------------------- | ---- | - | - | - | ----- | ----- |
| 1.     | DTSG 74 Hannover    | 3    | 3 | 0 | 0 | 22:01 | 06:00 |
| 2.     | KSG Wülfel/Döhren   | 2    | 1 | 0 | 1 | 07:04 | 02:02 |
| 3.     | SV Arminia Hannover | 2    | 1 | 0 | 1 | 05:08 | 02:02 |
| 4.     | Werkesport Hannover | 1    | 0 | 0 | 1 | 00:03 | 00:02 |
| 5.     | GfL Linden          | 1    | 0 | 0 | 1 | 00:06 | 00:02 |
| 6.     | DSC Barsinghausen   | 1    | 0 | 0 | 1 | 00:12 | 00:02 |

#### Groep 2
| Plaats | Club                | Wed. | W | G | V | Saldo | Ptn.  |
| ------ | ------------------- | ---- | - | - | - | ----- | ----- |
| 1.     | Hannover 96         | 3    | 3 | 0 | 0 | 10:02 | 06    |
| 2.     | Eintracht Hannover  | 2    | 1 | 0 | 1 | 05:04 | 02:02 |
| 3.     | Borussia Hannover   | 3    | 1 | 0 | 2 | 07:10 | 02:04 |
| 4.     | SpVgg Seelze/Letter | 1    | 0 | 1 | 0 | 01:01 | 01:01 |
| 5.     | MTV Ricklingen      | 2    | 0 | 1 | 1 | 01:06 | 01:03 |
| 6.     | SV Limmer 1910      | 1    | 0 | 0 | 1 | 03:04 | 00:02 |

#### Groep 3
| Plaats | Club                  | Wed. | W | G | V | Saldo | Ptn.  |
| ------ | --------------------- | ---- | - | - | - | ----- | ----- |
| 1.     | Werder Hannover       | 3    | 3 | 0 | 0 | 18:06 | 06:00 |
| 2.     | SV Odin Hannover      | 2    | 2 | 0 | 0 | 20:03 | 04:00 |
| 3.     | SpVgg 1897 Hannover   | 2    | 1 | 0 | 1 | 07:09 | 02:02 |
| 4.     | FC Ronnenberg         | 1    | 0 | 0 | 1 | 03:05 | 00:02 |
| 5.     | SV Linden 07          | 2    | 0 | 0 | 2 | 04:19 | 00:04 |
| 6.     | Sportfreunde Anderten | 2    | 0 | 0 | 2 | 03:13 | 00:04 |

#### Groep 4
- MSV Jäger 7 Bückeburg
- BSG Bad Eilsen
- Marathon Stadthagen

### Groep Harz
- MTV Goslar
- VfL Seesen
- SG Osterode
- SG Bergbau Salzgitter I
- SG Bergbau Salzgitter II

### Groep Hildesheim
- SC Harsum
- KSG RSV/SV 07 Hildesheim
- SV Fortuna Lebenstedt
- FC Concordia Hildesheim